# Sachsfil
Sachsfil is een historisch merk van scooters, brom- en motorfietsen.
Deze werden geproduceerd door de Ets Léon Couls in Houdeng-Goegnies, waar ook de "Etoile du Centre"-fietsen werden gebouwd.
De gemotoriseerde tweewielers werden in de vroege jaren vijftig geproduceerd, zeer waarschijnlijk met Sachs-inbouwmotoren, maar van het merk is verder niets bekend.